# 1937年の航空
< 1937年
1936年の航空 - 1937年の航空 - 1938年の航空

## 航空に関する出来事
- 1937年 - スウェーデンの航空機メーカー、SAABが設立される。
- 1937年 - 川崎重工業の飛行機部門が分離され、川崎航空機工業株式会社が設立された。
- 1月19日 - ハワード・ヒューズが、ロサンゼルス - ニューヨーク間を7時間28分で飛行した。
- 2月1日 - フランスの重工業の国営化政策により、フランス南東部の航空機メーカーが統合され、SNCASE（Société nationale des constructions aéronautiques du sud-est）が設立される。
- 3月 - ロケット動力のハインケル HC-112（メチルアルコールを主燃料とした推力300kgの液体燃料ロケットをHe112に搭載した実験機）が初飛行した。

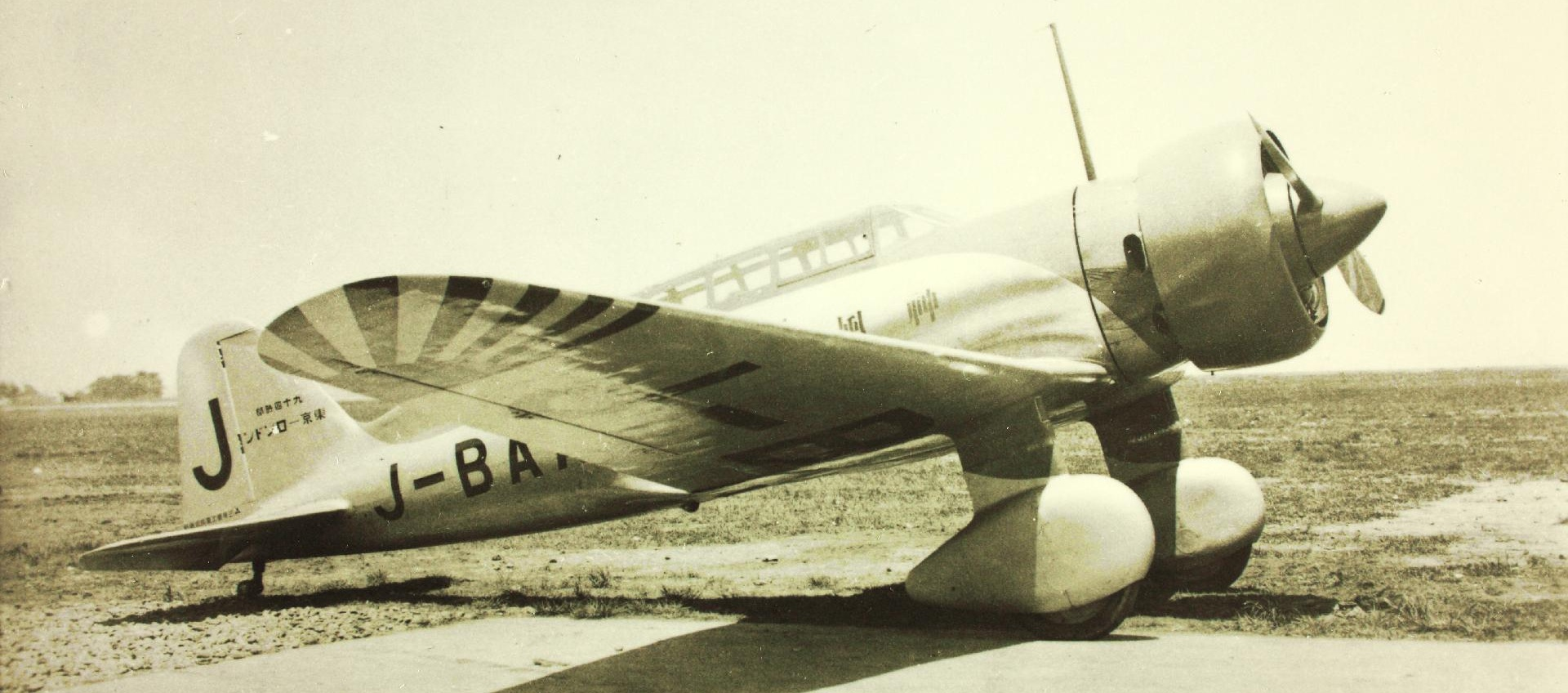
神風号

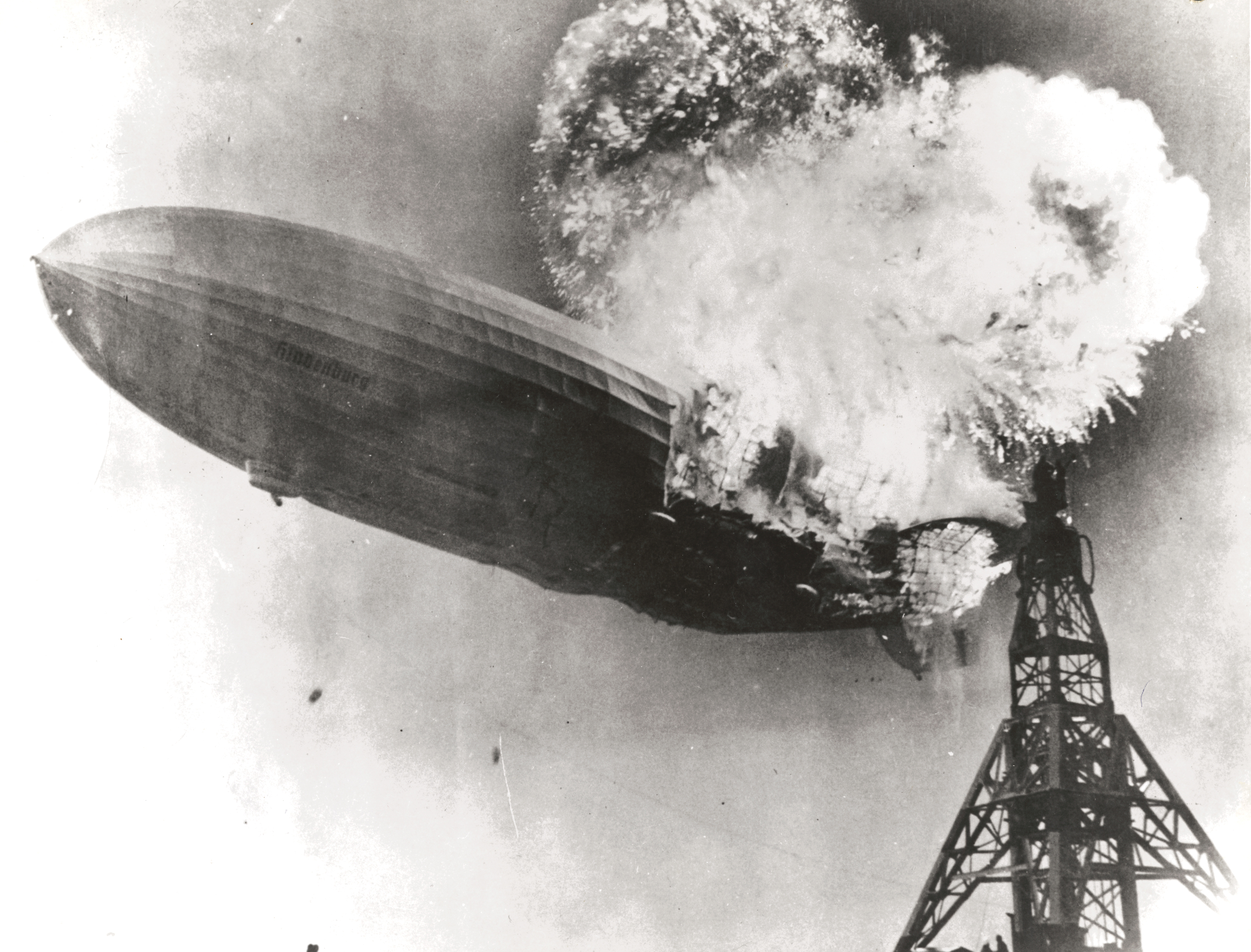
ヒンデンブルク号爆発事故

- 3月 - トルコでデルシムの反乱が発生し、トルコ軍の最初の女性パイロット、サビハ・ギョクチェンも実戦に参加した。
- 4月6日〜9日 - 飯沼正明飛行士と塚越賢爾機関士が「神風」号で、東京 - ロンドン間の15,356 kmを51時間17分で飛行した。
- 4月12日 - 英国、ラグビーのBritish Thomson-Houston工場にて、フランク・ホイットルが、航空用としては初のジェットエンジンの地上試験を行う。
- 4月26日 - スペイン内戦でコンドル軍団が、ゲルニカの爆撃を行う。
- 4月30日 - スペイン国民戦線軍の軍艦Espanaが、人民戦線軍航空機の攻撃で沈没した。
- 5月6日 - ニュージャージー州レイクハースト海軍航空基地に到着した飛行船、ツェッペリン LZ 129 ヒンデンブルクが炎上。飛行船による大陸間移動が幕を閉じた。当時のドイツはヘリウムを入手できなかったため、ツェペリンの飛行船には可燃性の水素ガスが詰まっていた（ただし、火災の原因は可燃性塗料が静電気の放電により引火したことである）。
- 5月7日 - アメリカ合衆国で、与圧キャビンを備えた実験機、ロッキード XC-35が初飛行した。
- 5月8日 - イタリアのマリオ・ペッツィ中佐が操縦するカプロニ Ca.161が高度15,655 m (51,362 ft)を飛行して高高度飛行の世界記録を樹立した。
- 5月21日 - Vodapianovの操縦するツポレフ ANT-6が、北極点から20 kmの地点に着陸した。
- 6月18日〜20日 - ヴァレリー・チカロフ、G.F.Baidukov、A.V.Belyakovが、北極を越えてモスクワからワシントン州のヴァンクーバーまで飛行した。
- 7月3日 - 女性飛行家アメリア・イアハートと航法士のフレッド・ヌーナンが、ニューギニア島のラエからハウランド島<への飛行途上で行方不明になる。
- 7月12日〜14日 - ミハイル・グロモフ、A. B. Yumashev、S. A. Danilinが、ANT-25でモスクワからカリフォルニア州のSan Jacintoまでの 10,148 kmを飛行した。
- 7月12日 - 日華事変がはじまり、日本軍が空襲を行う。
- 9月1日 - エア・カナダが設立された。
- 10月1日 - イギリスから南アフリカのヨハネスベルグまでのSchlesinger Raceが行われ、チャールズ・W・A・スコットとGiles Guthrieが52時間56分48秒で優勝した。
- 10月21日 - 中華民国を支援したソビエト空軍の義勇部隊、ソ連空軍志願隊の派遣が始まった。
- 10月25日 - 支那事変での中華民国空軍のエース・パイロット、劉粋剛が戦死した。

## 1937年に初飛行した機体の画像

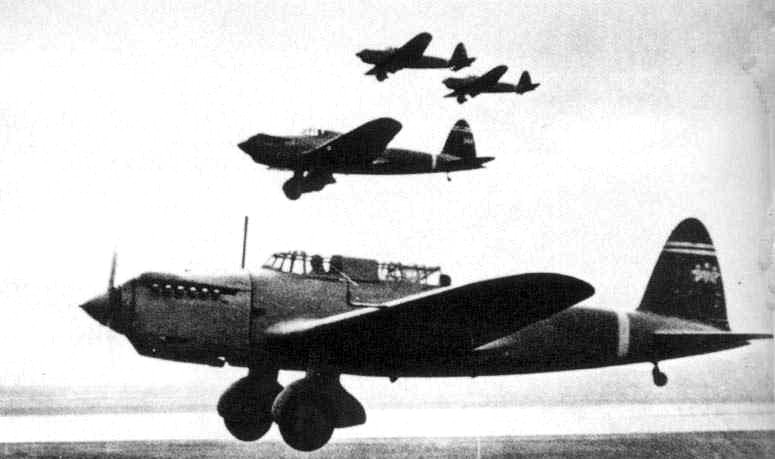
九八式軽爆撃機 （3月)
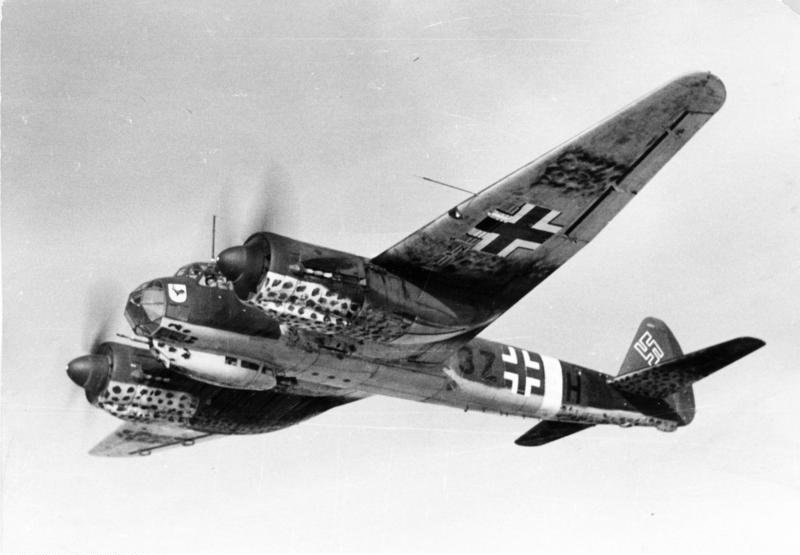
Ju 88 (4月10日）
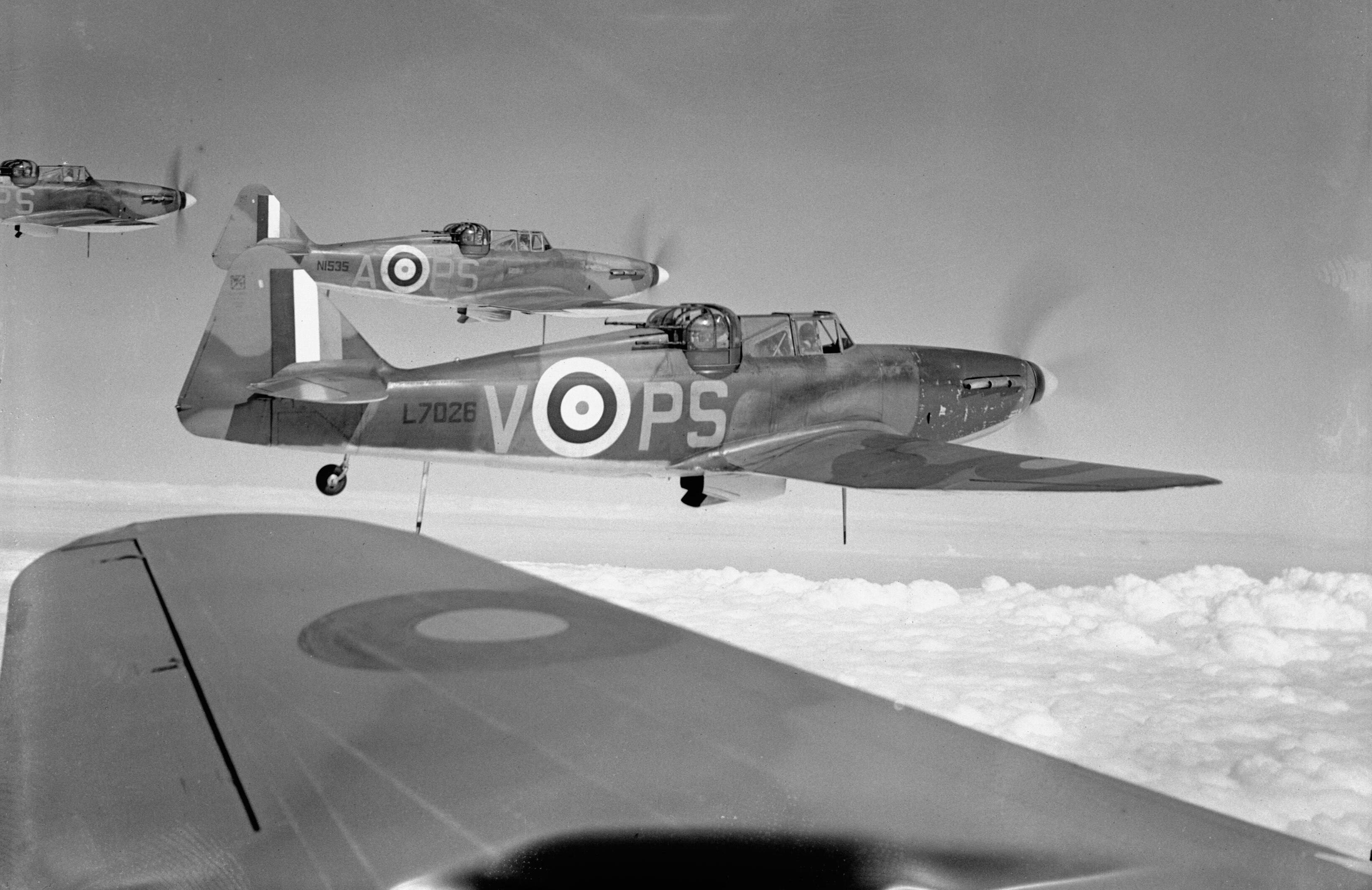
ボールトンポール デファイアント （8月11日）
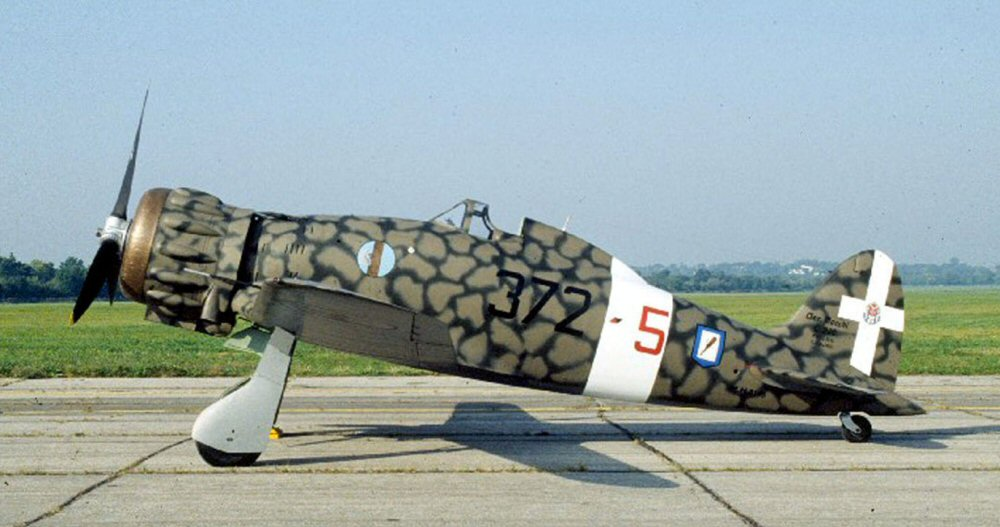
MC.200 （12月24日）

## 航空に関する賞の受賞者
- ハーモン・トロフィー： ヘンリー・T・メリル、ジーン・バテン
  - ナショナル・トロフィー：ジャクリーン・コクラン、ハワード・ヒューズ
- イギリス飛行クラブ金賞：ジーン・バテン
- デラボー賞： ミハイル・グロモフ、A. B. Yumashev、S. A. Danilin